# 1792年雲仙岳噴發
1792年雲仙岳噴發（日語：島原大変肥後迷惑）是指1792年5月21日（寬政4年4月1日）发生在日本雲仙岳的一场火山灾害。出現了山崩等。也引發了巨大海嘯。

## 概述
在1791年11月開始就發生了地震。在1792年2月10日普賢岳鳴動，從山頂附近的火山口噴氣，噴出砂土。同年3月1日熔岩就開始了流出，持續大約為2個月左右。同年5月21日又發生了規模6.4的火山性地震，導致了讓整座眉山（當時是前山）山崩滑入了有明海域，也引發了高度10公尺以上的巨大海嘯，當巨大海嘯在抵達海岸線之後又反覆在有明海2岸往返多次，在島原、肥後（今熊本縣）、天草地區造成超過有15,000人罹難，到至今仍是日本歷史上死傷最慘重的火山相關災害。
海嘯初始高度曾達到330英尺（100公尺），因此這次海嘯被歸類為大海嘯。在富津町大崎岬角，由於海底地形的影響，海嘯局部高度達到187英尺（57 公尺）。